# Quartier des Quais
Le quartier des Quais (en néerlandais : Kaaienwijk), quartier Béguinage - Dixmude, (en néerlandais : Begijnhof - Diksmuidewijk) est un quartier au nord-ouest du Pentagone de la ville de Bruxelles situé dans les alentours des quai du commerce, quai aux pierres de taille et quai au foin. Dans le quartier, on trouve également la rue de Laeken, le boulevard de Dixmude, le boulevard d'Ypres, la rue des commerçants et la rue du canal. On le connait aussi sous le nom de quartier Sainte-Catherine (en néerlandais : Sint-Katelijnewijk).
Le quartier est délimité par le boulevard Émile Jacqmain à l'est, l'avenue d'Anvers, la porte d'Anvers, la place Sainctelette au nord, le canal Bruxelles-Charleroi le long du boulevard du 9e de Ligne à l'ouest et la rue de la Forêt d'Houthulst, la porte du Rivage, le quai à la chaux, le quai à la houille, le quai au bois à brûler et la rue de l'évêque au sud-ouest et au sud.
Le patrimoine immobilier du quartier comprend le Théâtre royal flamand de Bruxelles, l'église baptiste Saint-Jean-Baptiste-au-Béguinage, le béguinage de Bruxelles et la Grand Hospice. Dans le quartier se trouvent également les archives et le musée de la vie flamande à Bruxelles. On y trouve également la place et l’église Sainte-Catherine.
La partie nord du quartier des Quais est également appelée le quartier de l'Alhambra (en néerlandais : Alhambrawijk). 

## Histoire

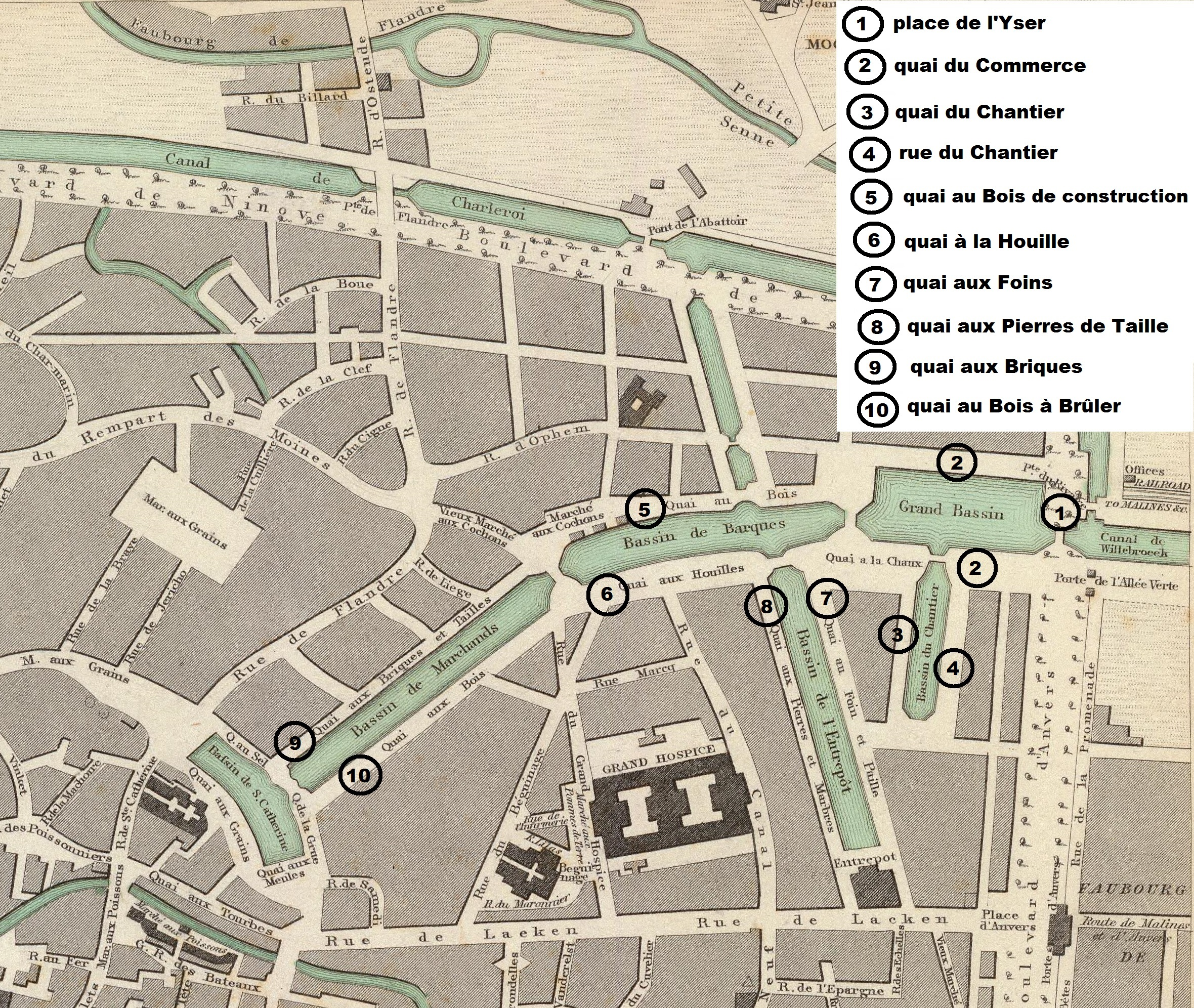
Ancien plan du port de Bruxelles avec ces quais, qui correspond au quartier actuel

Ce quartier est celui de l’ancien port de Bruxelles, qui a joué longtemps son rôle de « ventre de la ville ». Les bateaux en provenance de l’Escaut y pénétraient par la porte du Rivage, à l’emplacement de l’actuelle place de l'Yser, pour rejoindre un des canaux dont chaque quai était réservé à un type de marchandises. Comblés au XIXe siècle à l’ouverture du nouveau port de Bruxelles, les canaux sont remplacés par de larges boulevards dont les deux côtés conservent dans leurs appellations le souvenir de leur ancienne fonction : quai aux Briques, au Bois à Brûler, au Foin, à la Houille, à la Chaux, etc. ; ou des références aux activités commerciales du quartier : rue du Magasin, des Commerçants, Marché aux Porcs ou quai du Commerce. Le long des quais, de nombreuses maisons bourgeoises ayant appartenu à de riches marchands ont conservé les entrées cochères qui menaient aux entrepôts. Boulevard d’Ypres on rencontre encore des grossistes en produits alimentaires approvisionnés aujourd'hui par des camions qui ont remplacé les bateaux. Le quartier inclut également le Béguinage de Bruxelles, avec l’église Saint-Jean-Baptiste et le remarquable Grand Hospice Pachéco.

## Monuments
- La place et l’église Sainte-Catherine
- La tour Noire
- La maison de La Bellone
- Le quai aux Briques
- la fontaine Anspach
- Le Théâtre royal flamand
- L’église Saint-Jean-Baptiste-au-Béguinage
- Le Petit-Château
- Péniches Ric's Art Boat & Ric's River Boat

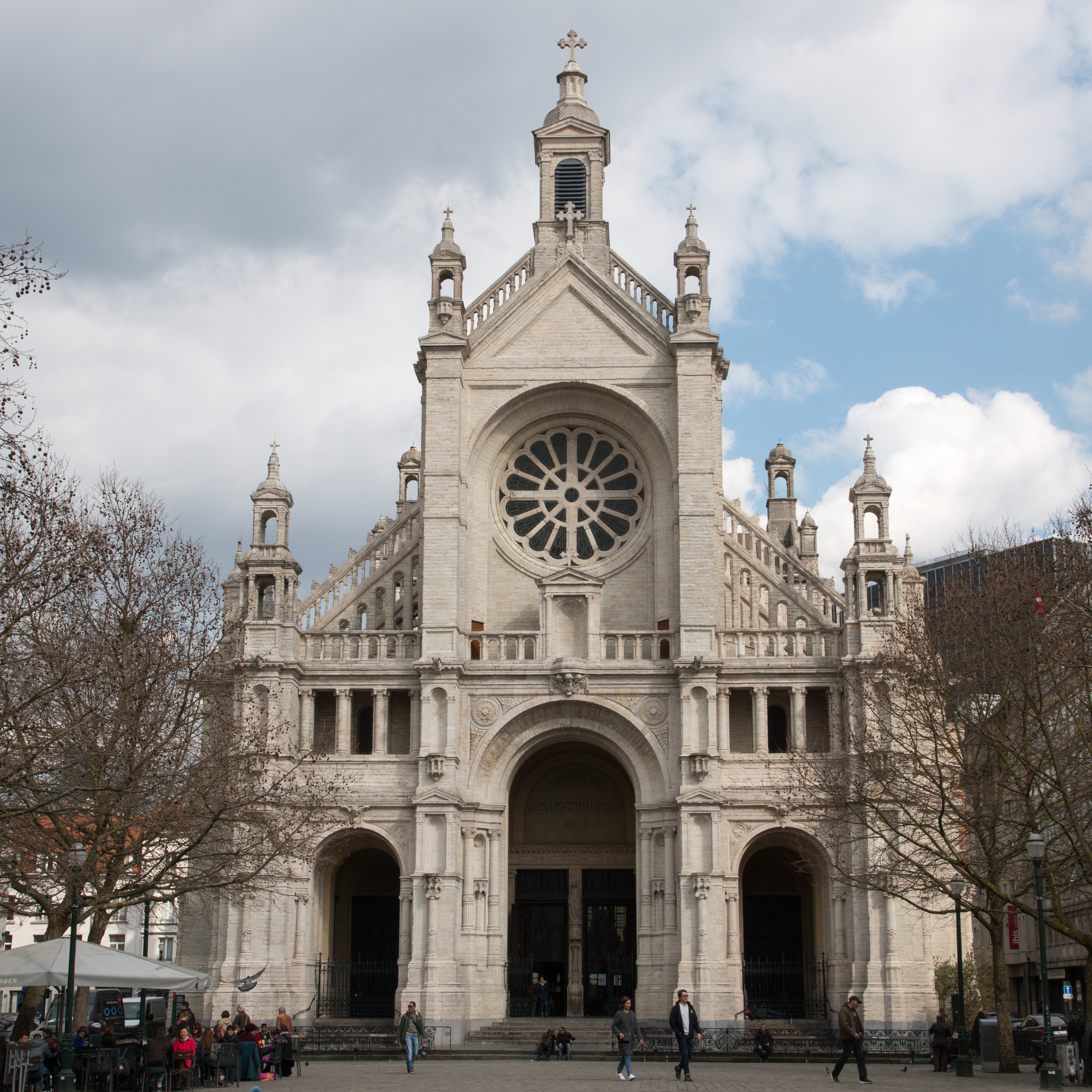
Église Sainte-Catherine.
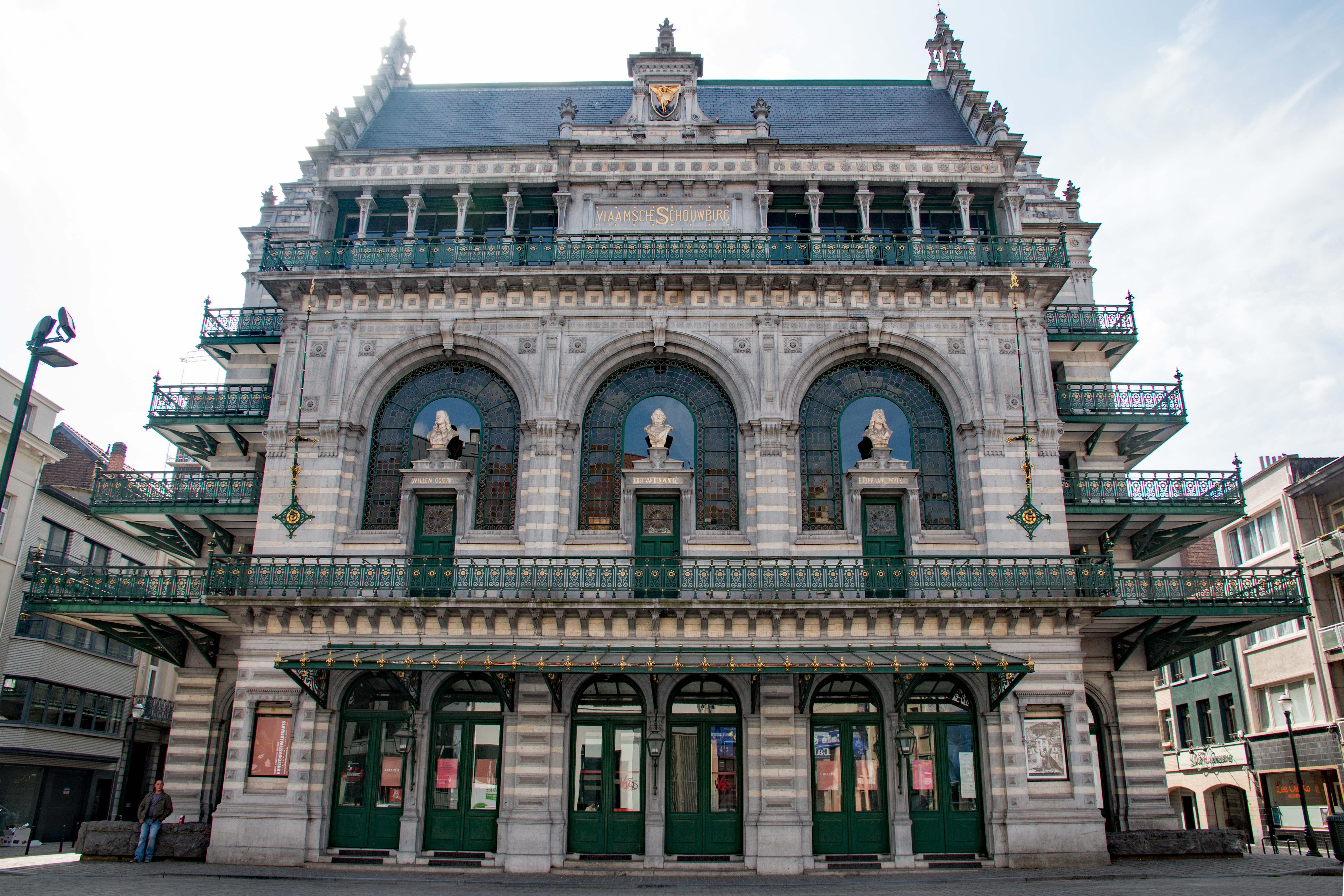
Théâtre royal flamand.
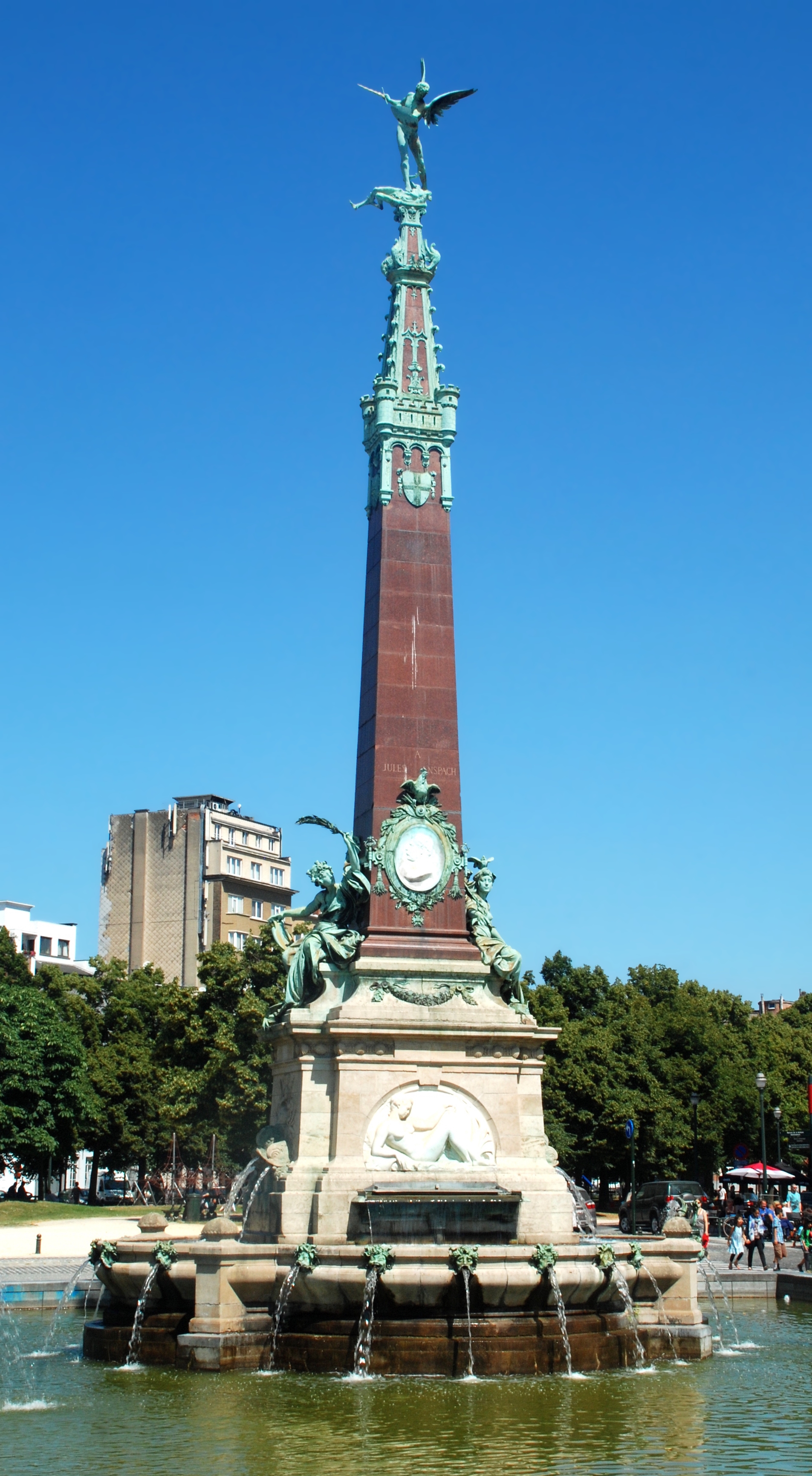
Fontaine Anspach.
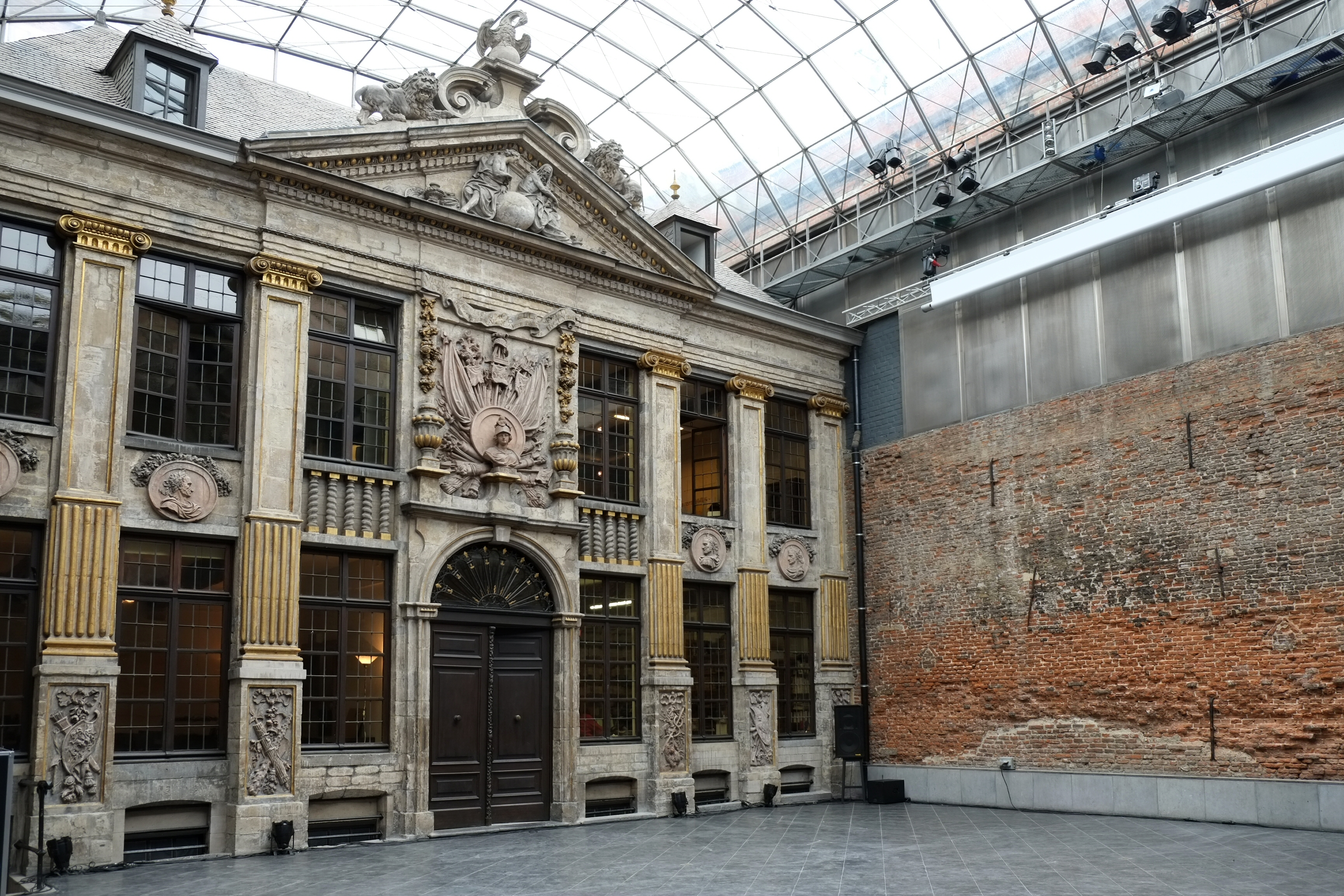
La Bellone.

## Transport
Les stations de métro du quartier se trouvent à la frontière sud-ouest du quartier la station Sainte-Catherine, à la pointe sud-est De Brouckère et au nord la station de métro Yser. L'itinéraire de la ligne 51 du tramway traverse le quartier avec les arrêts Marguerite Duras et Yser au nord-ouest. La ligne 46 du bus  traverse également le quartier du nord au sud le long de la rue de Laeken.